# Hårslev Sogn (Næstved Kommune)
 For alternative betydninger, se Hårslev Sogn. (Se også artikler, som begynder med Hårslev Sogn)
Hårslev Sogn er et sogn i Næstved Provsti (Roskilde Stift).
I 1800-tallet var Ting Jellinge Sogn anneks til Hårslev Sogn. Begge sogne hørte til Vester Flakkebjerg Herred i Sorø Amt. Hårslev-Ting Jellinge sognekommune blev ved kommunalreformen i 1970 indlemmet i Fuglebjerg Kommune, der ved strukturreformen i 2007 indgik i Næstved Kommune.
I Hårslev Sogn ligger Hårslev Kirke.
I sognet findes følgende autoriserede stednavne:
- Bendslev (bebyggelse, ejerlav)
- Hårslev (bebyggelse, ejerlav)
- Sandved (bebyggelse, ejerlav)
- Stigsgård (bebyggelse)
- Sønder Jellinge (bebyggelse, ejerlav)